# Vlag van Westeinde

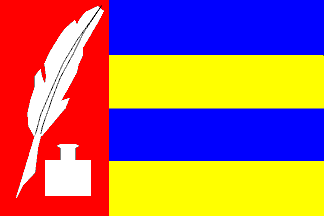
Vlag van Westeinde

De vlag van Westeinde is de vlag van het Nederlandse buurt Westeinde, in de Friese stad Leeuwarden. De vlag werd in 1997 geregistreerd als de vlag van de Wijkvereniging Westeinde, aangezien Westeinde niet de status van dorp heeft. Het ontwerp van de vlag is van de hand van R.J. Broersma.
De vlag is gebaseerd op oudere voorstellen voor Leeuwarder wijkverenigingen, namelijk de Leeuwarder stadsvlag met een rode hijs als symbool voor het gebouw (rode bakstenen huizen), beladen met elementen die kenmerkend zijn voor de wijk. Voor de Wijkvereniging Westeinde is gekozen voor een ganzenveer en een inktpot, omdat de straten vernoemd zijn naar schrijvers en dichters. De kleuren rood en wit zijn de kleuren van het oude Oostergo, waarvan Leeuwarden de hoofdstad was.

## Beschrijving
De beschrijving van de vlag is als volgt:
Vier even hoge banen, blauw, geel, blauw en geel; een rode hijs van 1/3 vlaglengte met daarin een witte ganzenveer, geplaatst volgens de diagonaal linksboven - rechtsonder. De veer in de hijs linksonder vergezeld door een witte inktpot van 1/6 vlaghoogte.
De kleuren zijn afkomstig van het wapen en de vlag van Oostergo.